# Điện ảnh chiều thứ bảy
Điện ảnh chiều thứ Bảy là chương trình do Đài Truyền hình Việt Nam và Cục Điện ảnh - Bộ Văn hoá, Thể thao và Du lịch hợp tác sản xuất, ra mắt lần đầu vào ngày 5 tháng 8 năm 2000.

## Hình thành
Chương trình phát sóng số đầu tiên vào ngày 5 tháng 8 năm 2000 cùng với bộ phim Đức tin của đạo diễn Bùi Thạc Chuyên. Đây là chương trình do Đài Truyền hình Việt Nam và Cục điện ảnh hợp tác sản xuất với mục đích tạo ra sân chơi riêng của ngành điện ảnh nhằm nâng cao chất lượng phim Việt Nam trên sóng truyền hình cũng như làm phong phú thêm mảng phim truyện Việt Nam.

## Phát triển

### Phát sóng
Chương trình được phát vào chiều các ngày thứ bảy trong tuần. Ở hai tháng đầu tiên sau khi ra mắt, chương trình được phát hai số một tuần, sau đó chương trình được phát đều đặn một số một tuần. Chương trình cũng được phát lại vào chiều ngày thứ ba của tuần kế tiếp.

### Các tiểu mục chính
- Đời sống điện ảnh[5]
- Điện ảnh Việt Nam những chặng đường[5]
- Góc nhìn điện ảnh[5]
- Phim ngắn[5]
- Phim truyện (70 phút)[5]

(Sau khi chuyển sang VTV8 thì chỉ còn là 1 chương trình chiếu phim bình thường)

### Các bộ phim đã phát trong chương trình
| Tên phim                                                           | Ngày bắt đầu phát sóng    | Số tập       | Ghi chú                                                                                                  |
| ------------------------------------------------------------------ | ------------------------- | ------------ | --- |
| Bố con người làm đồ giả                                            | 21 tháng 2 năm 2009       | 1            | Bộ phim cuối cùng của Điện ảnh chiều thứ bảy trước khi ngừng phát sóng                                   |
| Đi tìm hạnh phúc                                                   | 13 tháng 12 năm 2008      | 10           | |
| Xúc xắc tình yêu                                                   | 8 tháng 11 năm 2008       | 5            | |
| Những ngôi sao ban ngày                                            | 4 tháng 10 năm 2008       | 5            | |
| Cuộc phiêu lưu không định trước                                    | 30 tháng 8 năm 2008       | 5            | Đạo diễn: Nguyễn Hữu Mười                                                                                |
| 24 giờ phá án                                                      | 2 tháng 8 năm 2008        |              | |
| Khát vọng màu xanh                                                 | 19 tháng 7 năm 2008       | 2            | |
| Mùa báo bão                                                        | 21 tháng 6 năm 2008       | 5            | Biên kịch và Đạo diễn: Nguyễn Hữu Đức                                                                    |
| Mường động                                                         | 5 tháng 4 năm 2008        | 10           | |
| Chàng trai cầu ông me                                              | 29 tháng 3 năm 2008       | 1            | |
| Điệp vụ CK999                                                      | 15 tháng 3 năm 2008       | 2            | |
| Dãy bàn bốn người                                                  | 2 tháng 2 năm 2008        | 6            | |
| Đời cần có nhau                                                    | 3 tháng 11 năm 2007       | 12           | |
| Người mang nợ                                                      | 20 tháng 10 năm 2007      | 2            | |
| Giọt nước mắt thiêng                                               | 6 tháng 10 năm 2007       | 2            | |
| Vị giáo sư tinh tướng                                              | 22 tháng 9 năm 2007       | 2            | |
| Hai lần được sống                                                  | 8 tháng 9 năm 2007        | 2            | |
| Mặt trời trong thung lũng                                          | 18 tháng 8 năm 2007       | 3            | |
| Hoãn ăn hỏi                                                        | 4 tháng 8 năm 2007        | 2            | |
| Ngọn đèn bốn mặt                                                   | 28 tháng 7 năm 2007       | 1            | |
| Ở trọ trần gian                                                    | 14 tháng 7 năm 2007       | 2            | |
| Đời người và những chuyến đi                                       | 17 tháng 2 năm 2007       | 21           | |
| Đợi đến ngày Tết                                                   | 16 tháng 2 năm 2007       | 1            | |
| Hoa ngải cứu                                                       | 3 tháng 2 năm 2007        | 2            | |
| Trái tim người lính                                                | 6 tháng 1 năm 2007        | 4            | |
| Bông hồng trà                                                      | 2 tháng 12 năm 2006       | 5            | |
| Cõi thiêng của Huyền                                               | 18 tháng 11 năm 2006      | 2            | |
| Muối mặn gừng cay                                                  | 9 tháng 9 năm 2006        | 10           | |
| Vùng cửa sóng                                                      | 19 tháng 8 năm 2006       | 3            | |
| Phó tổng giám đốc thời @                                           | 5 tháng 8 năm 2006        | 2            | |
| Tháng 13                                                           | 22 tháng 7 năm 2006       | 2            | |
| Dấu chân vào đời                                                   | 8 tháng 7 năm 2006        | 2            | |
| Sami, em ở đâu                                                     | 24 tháng 6 năm 2006       | 2            | |
| Chiếc thẻ SIM                                                      | 10 tháng 6 năm 2006       | 2            | |
| Em không phải là đàn bà                                            | 27 tháng 5 năm 2006       | 2            | |
| Những kẻ lãng mạn                                                  | 29 tháng 4 năm 2006       | 4            | Đạo diễn: Nguyễn Hữu Mười                                                                                |
| Nhịp xòe hoa                                                       | 1 tháng 4 năm 2006        | 4            | |
| Ôi! Mẹ chồng                                                       | 18 tháng 3 năm 2006       | 2            | |
| Cây bưởi ra hoa                                                    | 4 tháng 3 năm 2006        | 2            | |
| Tình yêu chia sẻ                                                   | 18 tháng 2 năm 2006       | 2            | |
| Đời chè                                                            | 10 tháng 12 năm 2005      | 10           | |
| Chuyện của chúng mình                                              | 3 tháng 12 năm 2005       | 1            | |
| Xóm gà trống                                                       | 5 tháng 11 năm 2005       | 4            | |
| Tia chớp                                                           | 22 tháng 10 năm 2005      | 2            | |
| Bố ơi                                                              | 2005                      | 2            | |
| Bố là bố của con                                                   | 24 tháng 9 năm 2005       | 2            | |
| Vượt qua thử thách                                                 | 25 tháng 6 năm 2005       | 26 x 35 phút | |
| Người trong gia đình                                               | 23 tháng 4 năm 2005       |              | |
| Nỗi nhớ cội nguồn                                                  | 9 tháng 4 năm 2005        | 2            | |
| Con đường khát                                                     | 26 tháng 3 năm 2005       |              | |
| Một tuần và một lần                                                | 12 và 19 tháng 3 năm 2005 | 2            | |
| Cô dâu Việt                                                        | 12 tháng 2 năm 2005       |              | |
| Ngôi nhà cũ                                                        | 29 tháng 1 năm 2005       | 2            | |
| Chuyện đã qua                                                      | 15 tháng 1 năm 2005       |              | |
| Giai điệu phố                                                      | 1 tháng 1 năm 2005        | 2            | |
| Trái tim đồng bằng                                                 | 18 tháng 12 năm 2004      | 2            | |
| Con chung                                                          | 4 tháng 12 năm 2004       | 2            | |
| Ở làng quê xa                                                      | 20 tháng 11 năm 2004      | 2            | |
| Trên cổng trời không có hoa anh túc                                | 16 tháng 10 năm 2004      | 5            | |
| Tuyệt vọng                                                         | 2 tháng 10 năm 2004       | 2            | |
| Không cô đơn                                                       | 11 tháng 9 năm 2004       | 3            | |
| Trăng lạnh                                                         | 21 tháng 8 năm 2004       | 2            | |
| Người mất ngủ                                                      | 31 tháng 7 năm 2004       | 3            | |
| Hạt bụi, hạt đời                                                   | 17 tháng 7 năm 2004       | 2            | |
| Hoa xuyến chi                                                      | 3 tháng 7 năm 2004        | 2            | Phim đầu tay của Lã Thanh Huyền                                                                          |
| Một thời ngang dọc                                                 | 8 tháng 5 năm 2004        | 8            | |
| Vẫn còn đó tình yêu                                                | 2004                      |              | |
| Bảy ngày làm vợ                                                    | 2004                      | 2            | Đạo diễn: Nguyễn Hữu Mười, Phạm Quang Xuân                                                               |
| Tìm người trong tranh                                              | 31 tháng 1 năm 2004       | 2            | |
| Đêm mưa                                                            | 17 tháng 1 năm 2004       | 2            | |
| Xuân muộn                                                          | 20 tháng 12 năm 2003      |              | |
| Giữa dòng lũ xoáy                                                  | Tháng 9 năm 2003          | 3            | Kịch bản: Đặng Trung Đạo diễn: Bùi Tuấn Dũng Quay phim: NSƯT Vũ Quốc Tuấn Diễn viên: Ngọc Hà, Hồng Quang |
| Món quà đến từ giấc mơ                                             | Tháng 9 năm 2003          |              | Kịch bản: Nguyễn Thị Minh Quyên Đạo diễn: Nguyễn Mạnh Hà Diễn viên: Hải Anh, Thu Hà, Trung Anh           |
| Niệm khúc cuối                                                     | 9 tháng 8 năm 2003        |              | |
| Phượng hồng                                                        | 24 tháng 5 năm 2003       |              | |
| Thuyền đời                                                         | 10 tháng 5 năm 2003       | 2            | |
| Nhật ký chiến trường                                               | 12 tháng 4 năm 2003       | 4            | |
| Kết thúc chỉ là sự khởi đầu                                        | 29 tháng 3 năm 2003       | 2            | |
| Vào đời                                                            | tháng 8 2003              |              | [ 24 ]                                                                                                   |
| Người thừa của dòng họ                                             | 2003                      | 1            | |
| Ảo vọng xe hơi                                                     | 22 tháng 2 năm 2003       | 2            | |
| Em ở nơi đâu                                                       | 8 tháng 2 năm 2003        |              | |
| Chuyện xảy ra trước Tết                                            | 25 tháng 1 năm 2003       | 2            | |
| Đứa con                                                            | 18 tháng 1 năm 2003       | 1            | |
| Sắc màu phố phường                                                 | 7 tháng 12 năm 2002       | 2            | |
| Bà nội bà ngoại                                                    | 19 tháng 10 năm 2002      | 1            | |
| Cây huê xà                                                         | 5 tháng 10 năm 2002       | 2            | |
| Điệp vụ thứ nhất                                                   | 24 tháng 8 năm 2002       | 2            | |
| Cha và con                                                         | 17 tháng 8 năm 2002       | 1            | |
| Quỳnh Chi và Lệ Chi                                                | 3 tháng 8 năm 2002        | 2            | |
| Không chỉ là màu đen                                               | 27 tháng 7 năm 2002       | 1            | |
| Những kẻ giấu mặt                                                  | 13 tháng 7 năm 2002       |              | |
| Đêm ba canh                                                        | 15 tháng 6 năm 2002       |              | |
| Nhà có cái cổng sắt                                                | 16 tháng 3 năm 2002       |              | |
| Mùa cưới                                                           | 9 tháng 3 năm 2002        | 1            | |
| Khúc dạo đầu                                                       | 23 tháng 2 năm 2002       | 2            | |
| Bão rừng                                                           | 2 tháng 2 năm 2002        | 3            | |
| Bác cả người sung sướng                                            | 2002                      | 1            | |
| Người muôn năm cũ                                                  | 26 tháng 1 năm 2002       | 1            | |
| Trang cuối một tình yêu                                            | 12 tháng 1 năm 2002       | 1            | |
| Một chuyến vi hành                                                 | 5 tháng 1 năm 2002        | 1            | |
| Cái các của giám đốc                                               | 24 tháng 11 năm 2001      | 1            | |
| Anh Khóa                                                           | 27 tháng 10 năm 2001      | 4            | |
| Kỷ vật                                                             | 6 tháng 10 năm 2001       |              | |
| Quả muộn                                                           | 29 tháng 9 năm 2001       | 1            | |
| Sóng ngầm                                                          | 1 tháng 9 năm 2001        | 3            | |
| Hoa tỷ muội                                                        | 25 tháng 8 năm 2001       | 1            | |
| Hoa cỏ may (phần 1: Thời niên thiếu) (phần 2: Những ngày bình yên) | 9 tháng 6 năm 2001        | 4+8          | Vai diễn để đời của Hồ Ngọc Hà, Vi Cầm                                                                   |
| Về nguồn                                                           | 19 tháng 5 năm 2001       | 2            | |
| Chuyện công ty Thu Vào                                             | 28 tháng 4 năm 2001       | 2            | |
| Ông nội và ông nội                                                 | 21 tháng 4 năm 2001       | 1            | |
| Ngôi nhà trên cát                                                  | 7 tháng 4 năm 2001        | 2            | |
| Trái tim vuông                                                     | 24 tháng 3 năm 2001       | 2            | |
| Những người dớ dẩn                                                 | 17 tháng 3 năm 2001       | 1            | |
| Những kẻ giấu mặt                                                  | 3 tháng 3 năm 2001        | 2            | |
| Nước mắt thơ ngây                                                  | 24 tháng 2 năm 2001       | 1            | |
| Tình rừng                                                          | 3 tháng 2 năm 2001        |              | |
| Tivi về làng                                                       | 2001                      | 1            | |
| Đức tin                                                            | 30 tháng 12 năm 2000      | 1            | |
| Núi tương tư                                                       | 23 tháng 12 năm 2000      | 1            | |
| Ánh sáng trắng                                                     | 16 tháng 12 năm 2000      | 1            | |
| Thức tỉnh                                                          | 2000                      | 2            | |
| Vết sẹo                                                            | 9 tháng 12 năm 2000       | 1            | |
| Hương bạc hà                                                       | 18 tháng 11 năm 2000      |              | |
| Bên ấy quê cha                                                     | 11 tháng 10 năm 2000      | 1            | |
| Triệu phú làng Kình                                                | 28 tháng 10 năm 2000      | 1            | |
| Đèn cù                                                             | 21 tháng 10 năm 2000      | 1            | |
| Anh ấy làm ở xưởng phim                                            | 7 tháng 10 năm 2000       | 1            | |
| Lựa chọn                                                           | 30 tháng 9 năm 2000       | 1            | |
| Dạy chồng                                                          | 16 tháng 9 năm 2000       | 1            | |
| Đức tin                                                            | 5 tháng 8 năm 2000        | 1            | [ 24 ]                                                                                                   |

### Kết thúc
Cùng với chương trình Văn nghệ Chủ Nhật, Điện ảnh chiều thứ Bảy đã kết thúc phát sóng và được thay thế bởi chương trình Rubic 8 kể từ ngày 28 tháng 2 năm 2009.

### Phiên bản mới
Sau gần 8 năm dừng phát sóng, chương trình Điện ảnh chiều thứ Bảy đã quay trở lại và phát sóng trên VTV8 từ tháng 3 năm 2017, vào lúc 14:00 chiều thứ 7 hàng tuần. Tuy nhiên, phiên bản VTV8 chỉ phát những bộ phim chiếu rạp của Việt Nam và nước ngoài thay vì chiếu các bộ phim Việt Nam được sản xuất riêng như khi VTV3 phát sóng.

## Giải thưởng
Các tác phẩm do chương trình sản xuất đạt giải:
| Năm  | Sự kiện                                     | Tác phẩm                               | Hạng mục              | Đạo diễn        | Kết quả        | Chú thích            |
| ---- | ------------------------------------------- | -------------------------------------- | --------------------- | --------------- | -------------- | -------------------- |
| 2001 | Giải thưởng Hội Điện ảnh Việt Nam lần thứ 9 | Nhớ về anh Ba Đô                       | Phim tài liệu (video) | Thanh Hạnh      | Khuyến khích   |                      |
| 2001 | Giải thưởng Hội Điện ảnh Việt Nam lần thứ 9 | Chuyện ở công ty thu vào               | Phim video            | Lê Đức Tiến     | Giải B         |                      |
| 2001 | Giải thưởng Hội Điện ảnh Việt Nam lần thứ 9 | Con tôi đi lính                        | Phim video            | Phi Tiến Sơn    | Khuyến khích   |                      |
| 2003 | Giải Cánh diều lần thứ 2                    | Biển trời mênh mang                    | Truyền hình (dài tập) | Hoàng Trần Doãn | Khuyến khích   | [ 45 ] [ 46 ] [ 47 ] |
| 2003 | Giải Cánh diều lần thứ 2                    | Thời gian sống                         | Truyền hình (dài tập) | Vũ Đình Thân    | Đề cử          | [ 45 ] [ 46 ] [ 47 ] |
| 2003 | Giải Cánh diều lần thứ 2                    | NSND Nguyễn Văn Thông với điện ảnh thơ | Phim tài liệu         |                 | Cánh Diều Bạc  | [ 45 ] [ 46 ] [ 47 ] |
| 2008 | Giải Cánh diều lần thứ 6                    | Hậu họa                                | Phim dài tập          | Phạm Nhuệ Giang | Cánh diều Vàng | [ 48 ]               |

## Liên kết
1. 1 2  Vi Cầm: "Giai điệu riêng" của điện ảnh Việt Nam Báo điện tử Dân trí ngày 18 tháng 3 năm 2007. Truy cập ngày 3 tháng 6 năm 2014.
2. ↑  
Ngọc Linh và chương trình "Điện ảnh chiều thứ bảy" VnExpress ngày 2 tháng 5 năm 2002. Truy cập vào ngày 3 tháng 6 năm 2014.
3. ↑  Lã Thanh Huyền "trên từng cây số"  Tiền Phong ngày 5 tháng 5 năm 2008. Truy cập ngày 3 tháng 6 năm 2014.
4. ↑  Điện ảnh chiều thứ bảy vượt qua nỗi lo "thủng sóng" Báo Thanh Niên ngày 16 tháng 2 năm 2005. Truy cập ngày 3 tháng 6 năm 2014.
5. 1 2 3 4 5 6 7 8  Một năm Điện ảnh chiều thứ bảy: "Chưa đủ sức tạo ra sự chuyên biệt..." Lưu trữ ngày 7 tháng 6 năm 2014 tại Wayback Machine Báo Lao động trực tuyến ngày 1 tháng 8 năm 2001. Truy cập ngày 3 tháng 6 năm 2014.
6. ↑  Sẽ tăng lượng phim Việt Nam trên truyền hình VnExpress ngày 30 tháng 7 năm 2003. Truy cập ngày 17 tháng 6 năm 2014.
7. ↑  Vụ mất 44 tỉ đồng ở Cục Điện ảnh: Ai chịu trách nhiệm cao nhất? Báo Người Lao động ngày 20 tháng 3 năm 2012. Truy cập ngày 3 tháng 6 năm 2014.
8. ↑  "Điện ảnh chiều thứ bảy": Khen nhiều, chê cũng nhiều Lưu trữ ngày 7 tháng 6 năm 2014 tại Wayback Machine Báo Lao động ngày 8 tháng 8 năm 2003. Truy cập ngày 3 tháng 6 năm 2014.
9. ↑  Bảo Lâm (ngày 28 tháng 9 năm 2008). ""Cuộc phiêu lưu không định trước" có nhiều giá trị nhân văn". Báo điện tử An ninh Thủ đô. Truy cập ngày 16 tháng 6 năm 2023.
10. ↑  "Mùa báo bão (phim VN)". YouTube. ngày 1 tháng 10 năm 2023. Truy cập ngày 1 tháng 10 năm 2023.
11. ↑  Huệ Ninh (ngày 27 tháng 12 năm 2005). "Duyên nghiệp của một nữ Đại uý". Báo Công an Nhân dân điện tử. Truy cập ngày 16 tháng 6 năm 2023.
12. ↑  "Truyền hình ngày 4,5-3-2006".
13. ↑  "Chương trình VTV3 ngày 24/9/2005". Bản gốc lưu trữ ngày 11 tháng 11 năm 2005. Truy cập ngày 7 tháng 5 năm 2015.{{Chú thích web}}:  Quản lý CS1: bot: trạng thái URL ban đầu không rõ (liên kết)
14. ↑  "Chương trình VTV3 ngày 23/4/2005". Bản gốc lưu trữ ngày 17 tháng 5 năm 2005. Truy cập ngày 7 tháng 5 năm 2015.{{Chú thích web}}:  Quản lý CS1: bot: trạng thái URL ban đầu không rõ (liên kết)
15. ↑  "Chương trình VTV3 ngày 9/4/2005". Bản gốc lưu trữ ngày 9 tháng 4 năm 2005. Truy cập ngày 7 tháng 5 năm 2015.{{Chú thích web}}:  Quản lý CS1: bot: trạng thái URL ban đầu không rõ (liên kết)
16. ↑  "Chương trình VTV3 ngày 19/4/2005". Bản gốc lưu trữ ngày 18 tháng 4 năm 2005. Truy cập ngày 7 tháng 5 năm 2015.{{Chú thích web}}:  Quản lý CS1: bot: trạng thái URL ban đầu không rõ (liên kết)
17. ↑  "Chương trình VTV3 ngày 26/3/2005". Bản gốc lưu trữ ngày 20 tháng 3 năm 2005. Truy cập ngày 7 tháng 5 năm 2015.{{Chú thích web}}:  Quản lý CS1: bot: trạng thái URL ban đầu không rõ (liên kết)
18. ↑  "Chương trình VTV3 ngày 15/2/2005". Bản gốc lưu trữ ngày 15 tháng 2 năm 2005. Truy cập ngày 7 tháng 5 năm 2015.{{Chú thích web}}:  Quản lý CS1: bot: trạng thái URL ban đầu không rõ (liên kết)
19. ↑  "Chương trình truyền hình ngày 18-1-2005".
20. ↑  "Chương trình truyền hình ngày 11-1-2005".
21. ↑  "Chương trình VTV3 ngày 25/12/2004". Bản gốc lưu trữ ngày 5 tháng 1 năm 2005. Truy cập ngày 7 tháng 5 năm 2015.{{Chú thích web}}:  Quản lý CS1: bot: trạng thái URL ban đầu không rõ (liên kết)
22. ↑  "Giữa vòng lũ xoáy". Tạp chí Truyền hình (VTV). Bản gốc lưu trữ ngày 1 tháng 1 năm 2004. Truy cập ngày 25 tháng 7 năm 2023.
23. ↑  "Món quà đến từ giấc mơ". Tạp chí Truyền hình. Bản gốc lưu trữ ngày 1 tháng 1 năm 2004. Truy cập ngày 25 tháng 7 năm 2023.
24. 1 2  Trần Lan (ngày 30 tháng 7 năm 2003). "'Sẽ tăng lượng phim Việt Nam trên truyền hình'". VnExpress. Truy cập ngày 11 tháng 6 năm 2023.
25. ↑  "Chương trình VTV3 ngày 05/02/2002". Bản gốc lưu trữ ngày 25 tháng 2 năm 2002.{{Chú thích web}}:  Quản lý CS1: bot: trạng thái URL ban đầu không rõ (liên kết)
26. ↑  "Chương trình VTV3 ngày 09/02/2002". Bản gốc lưu trữ ngày 25 tháng 2 năm 2002.{{Chú thích web}}:  Quản lý CS1: bot: trạng thái URL ban đầu không rõ (liên kết)
27. ↑  "Chương trình VTV3 ngày 16/02/2002". Bản gốc lưu trữ ngày 26 tháng 2 năm 2002.{{Chú thích web}}:  Quản lý CS1: bot: trạng thái URL ban đầu không rõ (liên kết)
28. ↑  "Chương trình VTV3 ngày 26/01/2002". Bản gốc lưu trữ ngày 31 tháng 5 năm 2002.{{Chú thích web}}:  Quản lý CS1: bot: trạng thái URL ban đầu không rõ (liên kết)
29. ↑  "Chương trình VTV3 ngày 12/01/2002". Bản gốc lưu trữ ngày 31 tháng 1 năm 2002.{{Chú thích web}}:  Quản lý CS1: bot: trạng thái URL ban đầu không rõ (liên kết)
30. ↑  "Chương trình VTV3 ngày 05/01/2002". Bản gốc lưu trữ ngày 31 tháng 5 năm 2002.{{Chú thích web}}:  Quản lý CS1: bot: trạng thái URL ban đầu không rõ (liên kết)
31. ↑  "Chương trình VTV3 Thứ ba, ngày 09/10/2001". Bản gốc lưu trữ ngày 31 tháng 5 năm 2002.{{Chú thích web}}:  Quản lý CS1: bot: trạng thái URL ban đầu không rõ (liên kết)
32. ↑  "Chương trình VTV3 Thứ ba, ngày 04/09/2001". Bản gốc lưu trữ ngày 26 tháng 2 năm 2002.{{Chú thích web}}:  Quản lý CS1: bot: trạng thái URL ban đầu không rõ (liên kết)
33. ↑  "Chương trình VTV3 Thứ tư, ngày 08/08/2001". Bản gốc lưu trữ ngày 20 tháng 5 năm 2002.{{Chú thích web}}:  Quản lý CS1: bot: trạng thái URL ban đầu không rõ (liên kết)
34. ↑  "Chương trình VTV3 Thứ bảy, ngày 18/08/2001". Bản gốc lưu trữ ngày 31 tháng 5 năm 2002.{{Chú thích web}}:  Quản lý CS1: bot: trạng thái URL ban đầu không rõ (liên kết)
35. ↑  "Chương trình VTV3 Thứ tư, ngày 27/06/2001". Bản gốc lưu trữ ngày 8 tháng 2 năm 2002.{{Chú thích web}}:  Quản lý CS1: bot: trạng thái URL ban đầu không rõ (liên kết)
36. ↑  "Chương trình VTV3 Thứ bảy, ngày 19/05/2001". Bản gốc lưu trữ ngày 8 tháng 5 năm 2002.{{Chú thích web}}:  Quản lý CS1: bot: trạng thái URL ban đầu không rõ (liên kết)
37. ↑  "Chương trình VTV3 Thứ tư, ngày 25/04/2001". Bản gốc lưu trữ ngày 26 tháng 2 năm 2002.{{Chú thích web}}:  Quản lý CS1: bot: trạng thái URL ban đầu không rõ (liên kết)
38. ↑  "Chương trình VTV3 Thứ tư, ngày 18/04/2001". Bản gốc lưu trữ ngày 6 tháng 5 năm 2002.{{Chú thích web}}:  Quản lý CS1: bot: trạng thái URL ban đầu không rõ (liên kết)
39. ↑  "Chương trình VTV3 Thứ bảy, ngày 14/04/2001". Bản gốc lưu trữ ngày 27 tháng 2 năm 2002.{{Chú thích web}}:  Quản lý CS1: bot: trạng thái URL ban đầu không rõ (liên kết)
40. ↑  "Chương trình VTV3 Thứ tư, ngày 14/03/2001". Bản gốc lưu trữ ngày 20 tháng 2 năm 2002.{{Chú thích web}}:  Quản lý CS1: bot: trạng thái URL ban đầu không rõ (liên kết)
41. ↑  "Chương trình VTV3 Thứ bảy, ngày 10/03/2001". Bản gốc lưu trữ ngày 20 tháng 2 năm 2002.{{Chú thích web}}:  Quản lý CS1: bot: trạng thái URL ban đầu không rõ (liên kết)
42. ↑  "Chương trình VTV3 Thứ tư, ngày 07/02/2001". Bản gốc lưu trữ ngày 26 tháng 2 năm 2002.{{Chú thích web}}:  Quản lý CS1: bot: trạng thái URL ban đầu không rõ (liên kết)
43. ↑  "Chương trình VTV3 ngày 30/12/2000". Bản gốc lưu trữ ngày 26 tháng 5 năm 2001. Truy cập ngày 22 tháng 4 năm 2020.{{Chú thích web}}:  Quản lý CS1: bot: trạng thái URL ban đầu không rõ (liên kết)
44. ↑  Thay "Điện ảnh chiều thứ 7" và "Văn nghệ chủ nhật" bằng Rubic 8: Hơi thở của xã hội hóa, Việt Hoài, Tuổi Trẻ Online ngày 18 tháng 2 năm 2009. Truy cập ngày 3 tháng 6 năm 2014.
45. ↑  "Cánh diều nào sẽ bay lên ?". Tuổi trẻ Online. ngày 13 tháng 3 năm 2004. Truy cập ngày 7 tháng 4 năm 2023.
46. ↑  "Trao Giải thưởng điện ảnh năm 2003". Báo Nhân Dân điện tử. ngày 20 tháng 3 năm 2004. Truy cập ngày 7 tháng 4 năm 2023.
47. ↑  "Những nét mới của liên hoan phim Việt Nam lần thứ 14". Báo Nhân Dân điện tử. ngày 3 tháng 8 năm 2004. Truy cập ngày 25 tháng 3 năm 2023.
48. ↑  "Trao giải Cánh diều vàng 2007: Mất mùa vàng". Báo Hưng Yên. ngày 10 tháng 3 năm 2008. Truy cập ngày 7 tháng 5 năm 2023.